# Tiasmyn
Tiasmyn (ukr. Тясмин) – rzeka na Ukrainie, prawy dopływ Dniepru.
Płynie przez Wyżynę Naddnieprzańską, wpływa do Zalewu Krzemieńczuckiego. Długość rzeki wynosi 164 km, a powierzchnia dorzecza – 4570 km².
Nad rzeką leżą: Kamjanka, Smiła, Czehryń.